# Hooker

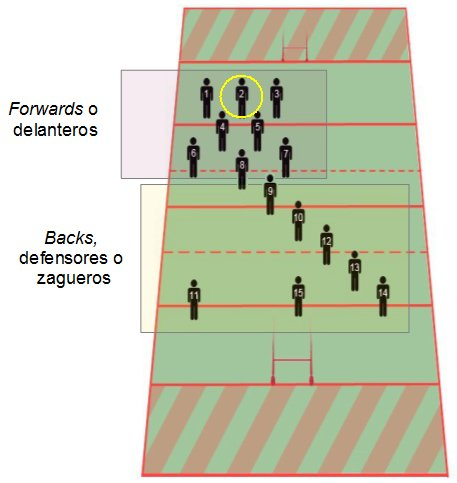
El hooker o talonador se ubica en el centro de la primera línea del scrum, habitualmente con el número 2.

Hooker (en España denominado talonador) es la denominación que recibe una posición en un equipo de rugby union (15 jugadores). El hooker integra el grupo de delanteros o forwards, en la que el jugador se ubica en el centro de la primera línea del scrum o melé, entre los dos pilares. Su nombre reglamentario en español es "hooker", al igual que su nombre reglamentario en inglés. Otras denominaciones menos usuales del puesto dependiendo la región son enganche, enganchador y júquer. Habitualmente es el jugador con el dorsal número 2.

## Características
Es una persona fuerte, ya que es delantera, pero suele ser más pequeña que los dos jugadores que lo acompañan. En España se lo suele llamar también "el cuarto tercera", por su parecido con los allí llamados "terceras líneas" (flankers o alas, según se trate de España o Hispanoamérica).
Su función principal se desarrolla en la melé o scrum y consiste en intentar golpear la pelota hacia atrás con su talón (enganchar), de forma que esta quede bajo su formación y pueda ser jugada por el número 8 o el medio scrum. Para ello, hace un gesto a su medio melé o medio scrum para que introduzca la pelota en el scrum o melé y la talona hacia atrás con los pies, gracias al equilibrio que consigue al estar apoyado sobre los pilares.
Suele ser el lanzador de touch, con un código que suele ser marcado por el medio melé (a veces lo marca el mismo talonador) y que específica a los saltadores la posición a la que se enviará el balón y cómo se jugará una vez que se logre la posesión. En jugadas de touch defensivas se sitúa en el espacio entre la línea de 5 metros y la línea de banda, para cubrir un posible ataque por esa zona.

## Jugadores destacados en esta posición
- Malcolm Marx  Sudáfrica
- Sean Fitzpatrick  Nueva Zelanda
- Keven Mealamu  Nueva Zelanda
- Keith Wood  Irlanda
- Raphaël Ibáñez  Francia
- Colin Deans  Escocia
- John Smit  Sudáfrica
- Phillippe Dintrans  Francia
- Mario Ledesma  Argentina
- Bismarck du Plessis  Sudáfrica
- Rory Best  Irlanda
- Dane Coles  Nueva Zelanda
- Stephen Moore  Australia
- Agustín Creevy  Argentina